# Вильгельмина Кристина Саксен-Веймарская
Вильгельмина Кристина Саксен-Веймарская (нем. Wilhelmine Christine von Sachsen-Weimar; 26 января 1658, Веймар — 30 июня 1712, Зондерсхаузен) — принцесса Саксен-Веймарская, в замужестве графиня Шварцбург-Зондерсгаузенская.

## Биография
Вильгельмина Кристина — дочь герцога Иоганна Эрнста II Саксен-Веймарского и его супруги Кристианы Елизаветы Шлезвиг-Гольштейн-Зондербургской (1638—1679), дочери герцога Иоганна Кристиана Шлезвиг-Гольштейн-Зондербургского.
25 сентября 1684 года в Зондерсхаузене Вильгельмина Кристина вышла замуж за графа Кристиана Вильгельма Шварцбург-Зондерсгаузенского, с 1697 года имперского князя, и стала его второй супругой. В браке родились:
- Иоганна Августа (1686—1703)
- Кристиана Вильгельмина (1688—1749)
- Генрих XXXV (1689—1758), правящий князь Шварцбург-Зондерсгаузена
- Август I (1691—1750), князь Шварцбург-Зондерсгаузенский
- Генриетта Эрнестина (1692—1759)
- Рудольф (1695—1749)
- Вильгельм II (1699—1762)
- Кристиан (1700—1749), князь Шварцбург-Зондерсгаузенский